# Wolpertswende
Wolpertswende è un comune tedesco di 4 209 abitanti situato nel land del Baden-Württemberg.

## Amministrazione

### Gemellaggi
Wolpertswende è gemellata con Menaggio (CO)